# Liam Moore
Liam Simon Moore (ur. 31 stycznia 1993 w Loughborough, Anglia) – piłkarz występujący na pozycji obrońcy w Reading.